# Jean-Louis Ferrary
Jean-Louis Paul Édouard Ferrary (* 5. Mai 1948 in Orléans; † 9. August 2020 in Paris) war ein französischer Althistoriker, der auf die antike römische Welt spezialisiert war.
Ferrary studierte von 1967 bis 1971 an der École normale supérieure, Paris, und erreichte 1970 die Agrégation de lettres classiques. Von 1971 bis 1973 war er Assistant an der Université Paris 1 Panthéon-Sorbonne, von 1973 bis 1976 Mitglied der École française de Rome, von 1976 bis 1989 maître assistant, dann maître de conférences wiederum an der Universität Paris 1 Panthéon-Sorbonne. 1983 wurde er zugleich chargé de conférences an der École pratique des hautes études, an der er von 1989 bis 2016 directeur d’études war. Sein Lehrauftrag lautete: Histoire des institutions et des idées politiques du monde romain („Geschichte der politischen Institutionen und Ideen der römischen Welt“). 1987 hatte er den Titel eines docteur d’État bei Pierre Grimal und Claude Nicolet erlangt. Seine Dissertation wurde unter dem Titel: Philhellénisme et impérialisme : Aspects idéologiques de la conquête romaine du monde hellénistique („Philhellenismus und Imperialismus: Ideologische Aspekte der römischen Eroberung der hellenistischen Welt“) veröffentlicht.
Ferrary war Mitglied des Bureau und von 2011 bis 2015 Präsident der Association Guillaume Budé und unter anderem korrespondierendes Mitglied der Société nationale des antiquaires de France und des Deutschen Archäologischen Instituts sowie Mitglied der American Philosophical Society. Er wurde schließlich zum Mitglied der Académie des Inscriptions et Belles Lettres (2005; ihr Präsident war er 2018), zum Mitglied der Academia Europaea und zum korrespondierenden Mitglied der British Academy gewählt.
Ferrary arbeitete zur Geschichte der Beziehungen zwischen Rom und der hellenistischen Welt, zur Geschichte der Institutionen, des Rechts und der Gesetzgebung des antiken Rom, zur Geschichte der antiken politischen Philosophie, zur lateinischen und griechischen Epigraphik der römischen Zeit sowie zur lateinischen Philologie und zur Geschichtsschreibung. Er war insbesondere ein Spezialist für Polybios und Cicero.

## Auszeichnungen
Ferrary war Chevalier des Ordre national de la Légion d’honneur (seit 2015), Chevalier des Ordre national du Mérite, und Commandeur des Ordre des Palmes Académiques.

## Schriften (Auswahl)
Monographien
- Philhellénisme et impérialisme : Aspects idéologiques de la conquête romaine du monde hellénistique. BEFAR, Rom 1988.
- Onofrio Panvinio et les Antiquités romaines. Collection de l’École Française de Rome, Rom 1996.
- Recherches sur les lois comitiales et sur le droit public romain. Pavia University Press, Pavia 2012.
- Les mémoriaux de délégations de Claros, d’après la documentation conservée dans le Fonds Jeanne et Louis Robert. De Boccard, Paris 2015.
- Rome et le monde grec : Choix d’écrits. Les Belles Lettres, Paris 2016.
- Dall’ordine repubblicano ai poteri di Augusto : Aspetti della legislazione romana. L’Erma di Bretschneider, Rom 2016.
- (Hrsg. mit Emanuele Stolfi): Quintus Mucius Scaevola : Opera (Scriptores iuris Romani). L’Erma di Bretschneider, Rom 2018.

Herausgeberschaft
- Die späte römische Republik. La fin de la République romaine : Un débat franco-allemand d’histoire et d’historiographie. Collection de l’École Française de Rome, Rom 1997.
- L’idée de l’Europe au fil de deux millénaires. Beauchesne, Paris 1997.
- Les cités d’Asie mineure occidentale au IIe siècle a.C. Ausonius, Bordeaux 2001.
- Fondements et crises du pouvoir. Ausonius, Bordeaux 2003.
- Citoyenneté et participation à la basse époque hellénistique. Droz, Paris 2005.
- Une koinè pontique : Cités grecques, sociétés indigènes et empires mondiaux sur le littoral nord de la mer Noire (VIIe s. a.C.–IIIe s. p.C.). Ausonius, Bordeaux 2007.
- Le Principat d’Auguste : Réalités et représentations du pouvoir, Autour de la Res publica restituta. Presses universitaires de Rennes, Rennes 2009.
- Administrer les provinces de la République romaine. Presses universitaires de Rennes, Rennes 2010.
- La Diplomatie romaine sous la République : Réflexions sur une pratique. Presses Universitaires de Franche-Comté, Besançon 2015.
- L’homme et ses passions. Les Belles Lettres, Paris 2016.
- Guerre et droit. Hermann, Paris 2017.